# Přívětice
Přívětice (v letech 1921–1999 Přivětice) jsou obec v okrese Rokycany v Plzeňském kraji. Žije zde 207 obyvatel.

## Historie
První písemná zmínka o obci pochází z roku 1325.

## Obyvatelstvo
| Rok            | 1869 | 1880 | 1890 | 1900 | 1910 | 1921 | 1930 | 1950 | 1961 | 1970 | 1980 | 1991 | 2001 | 2011 | 2021 |
| -------------- | ---- | ---- | ---- | ---- | ---- | ---- | ---- | ---- | ---- | ---- | ---- | ---- | ---- | ---- | ---- |
| Počet obyvatel | 707  | 835  | 814  | 699  | 608  | 634  | 564  | 451  | 383  | 320  | 277  | 220  | 210  | 196  | 209  |
| Počet domů     | 83   | 90   | 96   | 95   | 98   | 99   | 105  | 112  | 108  | 102  | 88   | 109  | 122  | 123  | 127  |

## Obecní správa

### Části obce
- Přívětice
- Sklená Huť

V letech 1961–1990 k obci patřil i Bezděkov.

### Obecní symboly
Znak a vlajka byly obci uděleny rozhodnutím předsedy Poslanecké sněmovny Parlamentu České republiky dne 19. listopadu 2009.

## Pamětihodnosti
- Kostel svatého Martina
- Krausův dub
- V jižní části katastrálního území se nachází paleontologická lokalita chráněná jako přírodní památka Rumpál.

## Galerie

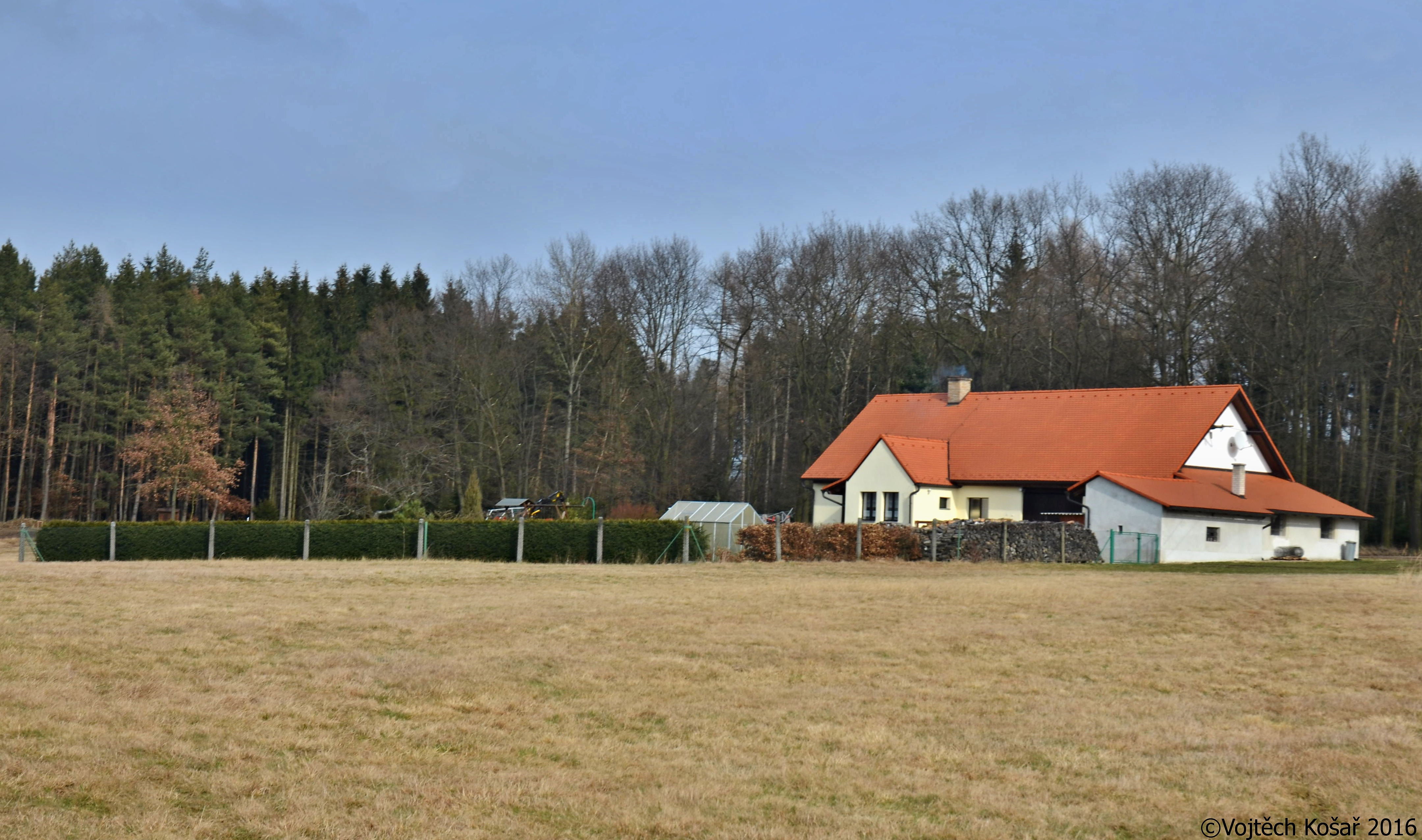
Hájovna u obce Přívětice
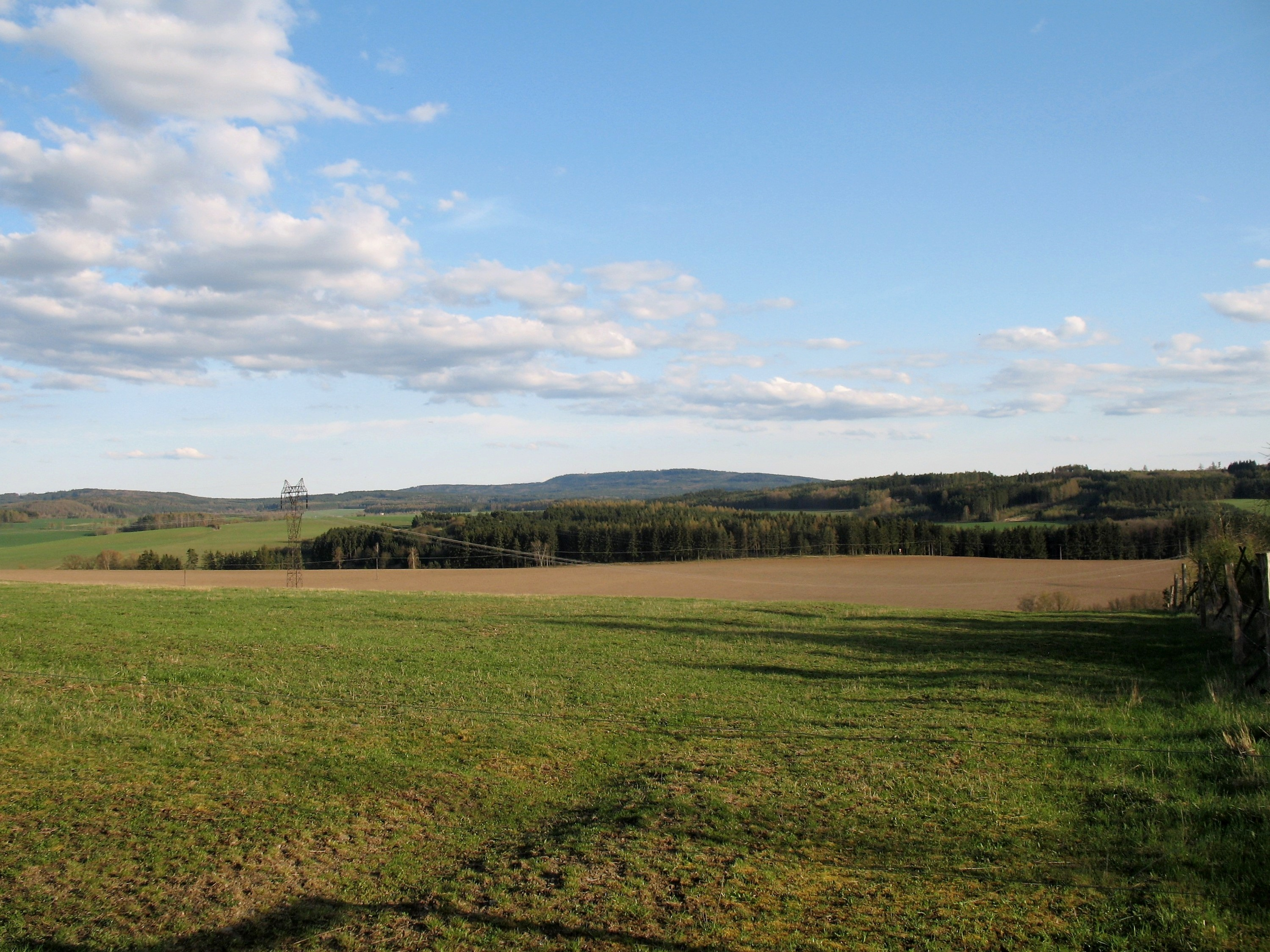
Pohled na hřeben Radče od severu
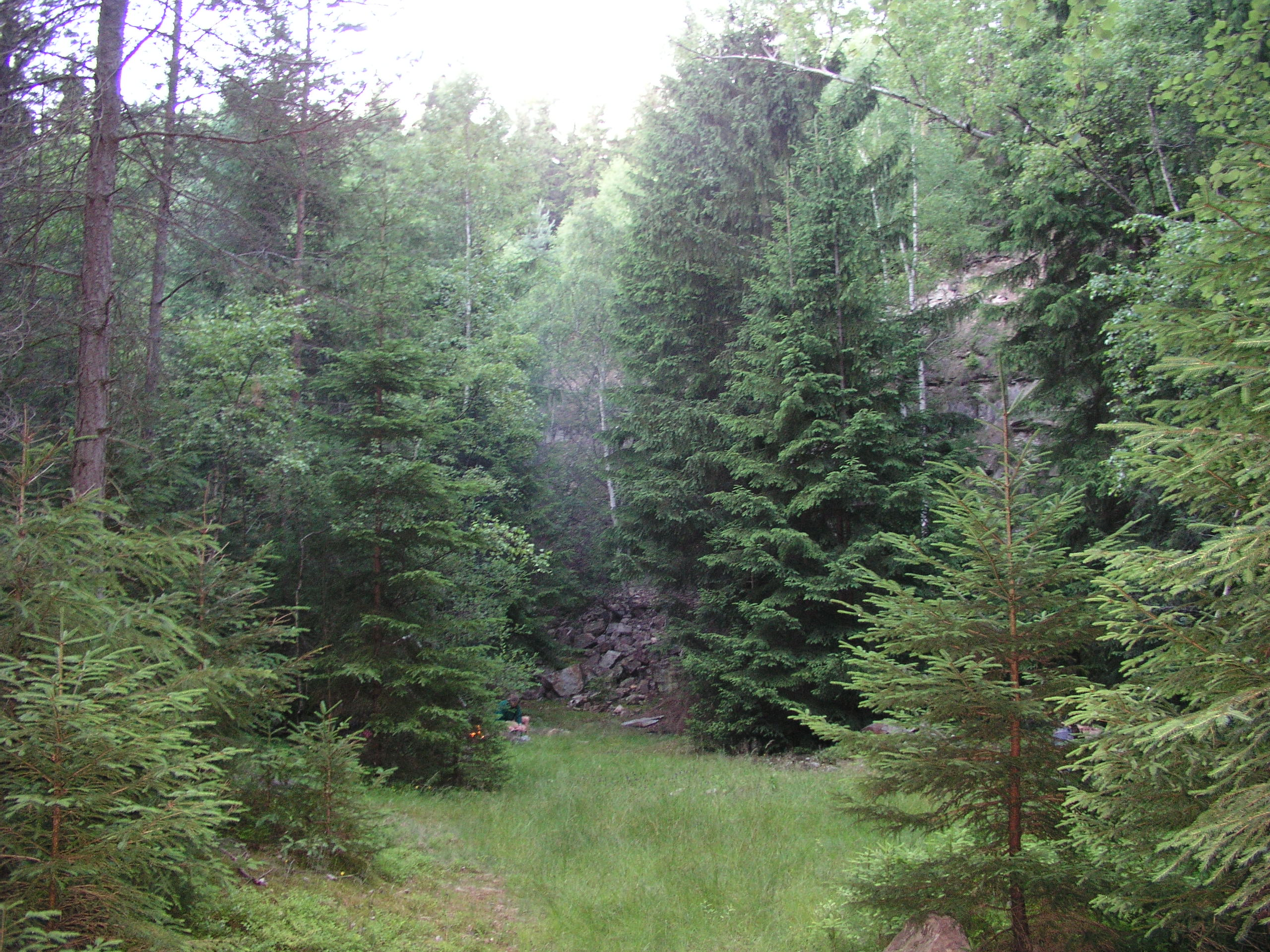
Lom Rumpál
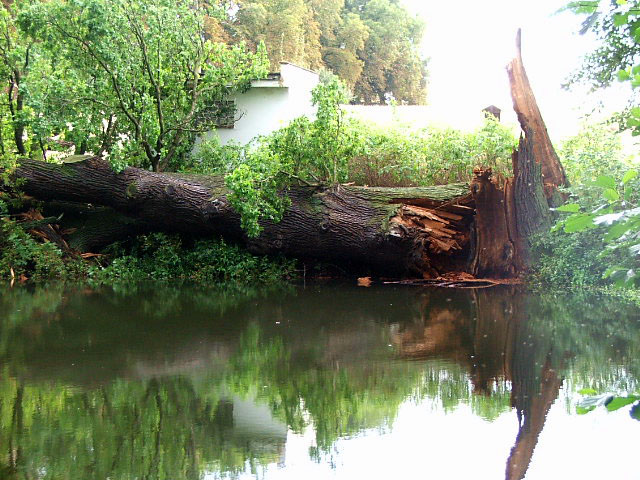
Krausův dub po pádu v roce 2006
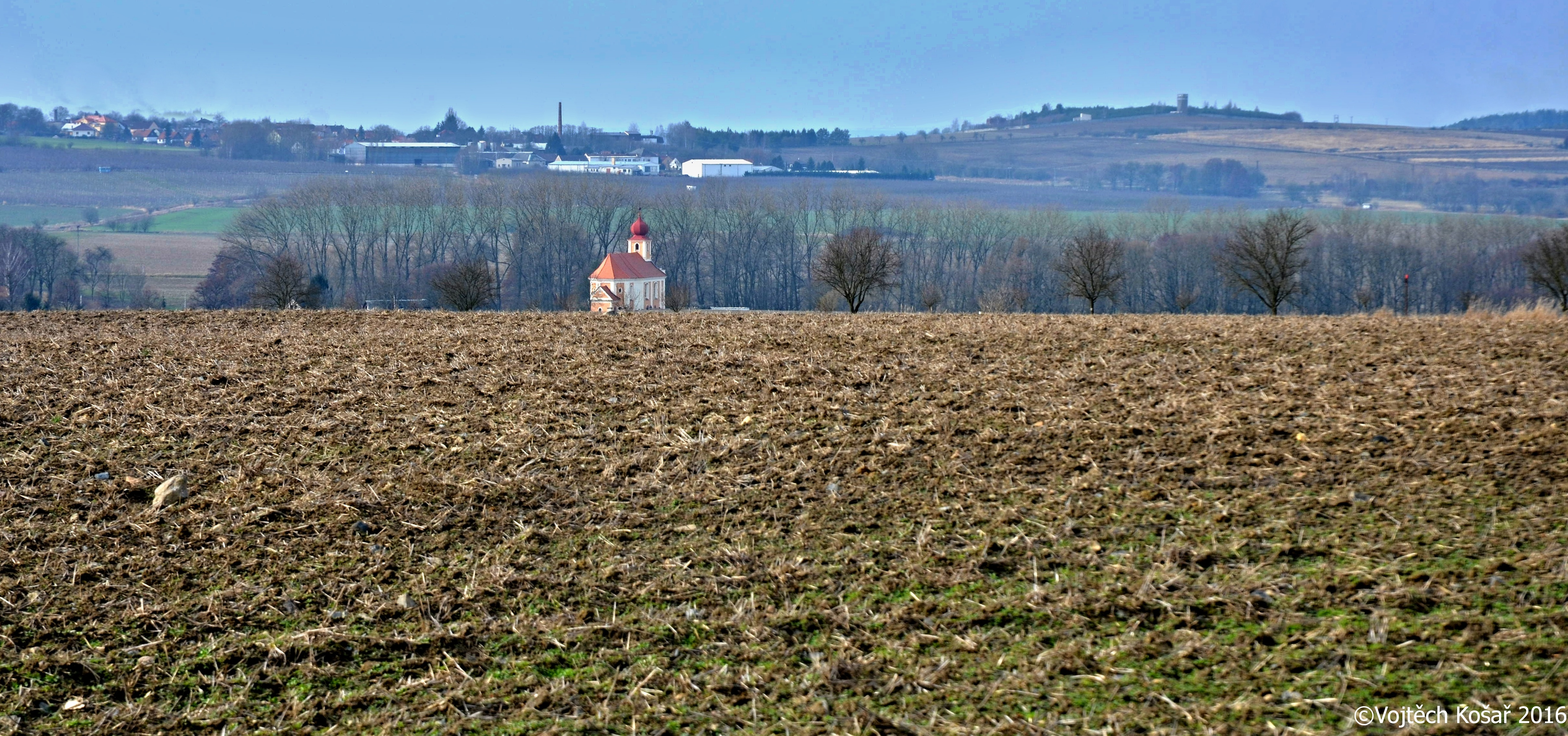
Kostel sv. Martina